# Dallas Cup de 2019
O Super Grupo da Dallas Cup de 2019 foi realizado entre os dias 14 e 21 de abril, sendo a categoria principal da 40.ª edição deste torneio de futebol masculino sub-19, que ocorreu na cidade de Dallas, no Texas. O Tigres UANL conquistou o título, o quarto de sua história, ao vencer o Villarreal na decisão por pênaltis.

## Formato e participantes
Assim como na edição anterior, o Super Grupo da Dallas Cup de 2019 contou com a participação de 12 clubes, divididos em três grupos. Cada equipe enfrentou os outros integrantes de seu grupo, e os líderes de cada, juntamente com o melhor segundo colocado, avançaram para as semifinais.
| Federação      | Equipe          | Títulos               | Ref.  |
| -------------- | --------------- | --------------------- | ----- |
| África do Sul  | Ikapa           | —                     | [ 2 ] |
| Brasil         | Red Bull Brasil | —                     | [ 2 ] |
| Canadá         | Toronto FC      | —                     | [ 2 ] |
| Espanha        | Villarreal      | —                     | [ 2 ] |
| Estados Unidos | FC Dallas       | 1 (2017)              | [ 2 ] |
| Estados Unidos | New York City   | —                     | [ 2 ] |
| Estados Unidos | Real Salt Lake  | —                     | [ 2 ] |
| Inglaterra     | Arsenal         | —                     | [ 2 ] |
| Inglaterra     | Liverpool       | 1 (2008)              | [ 2 ] |
| México         | Monterrey       | —                     | [ 2 ] |
| México         | Querétaro       | —                     | [ 2 ] |
| México         | Tigres UANL     | 3 (2003, 2011 e 2018) | [ 2 ] |

## Primeira fase
O primeiro jogo da Dallas Cup de 2019 foi realizado em 14 de abril, às 12h30, horário local, no estádio Cotton Bowl. Ao término da primeira fase, em 17 de abril, Monterrey, Tigres e Villarreal garantiram as lideranças de seus respectivos grupos, avançando às semifinais diretamente. O New York City, por sua vez, classificou-se como o melhor segundo colocado.

## Fases finais
No dia 19 de abril, as semifinais foram realizadas no Toyota Stadium, em Frisco, subúrbio de Dallas. O primeiro jogo a ser realizado foi entre Tigres e Monterrey, às 16 horas, horário local. Durante o tempo regulamentar, o Tigres esteve em vantagem no placar em duas ocasiões, porém, cedeu o empate em ambas, o que levou a partida para a prorrogação. Foi neste período que Enrique Prieto garantiu a vitória para o Tigres. Poucas horas depois, New York City e Villarreal se enfrentaram na segunda semifinal. O clube norte-americano abriu o placar aos três minutos, mas levou a virada ainda no primeiro tempo e ainda tomou o terceiro gol, conseguindo diminuir apenas nos minutos finais.
Dois dias após as semifinais, Tigres e Villarreal enfrentaram-se na decisão, também no Toyota Stadium. O clube espanhol dominou o jogo durante a maior parte do tempo regulamentar, marcando o primeiro gol aos 40 minutos com Diego Collado. No entanto, o Tigres permaneceu composto e encontrou o gol de empate aos 80. O placar permaneceu empatado durante a prorrogação, levando o título a ser decidido nas penalidades, onde o clube mexicano saiu vitorioso por 3 a 0. Com esse resultado, o Tigres conquistou seu segundo título consecutivo e o quarto na história da competição.
|  | Semifinais             | Semifinais |       |  | Final                  | Final |  |
|  |                        |            |       |  |                        |       |  |
|  | Toyota Stadium, Frisco |            |       |  |                        |       |  |
|  | Tigres UANL (pro)      | 3          |       |  |                        |       |  |
|  | Monterrey              | 2          |       |  |                        |       |  |
|  |                        |            |       |  |                        |       |  |
|  |                        |            |       |  | Toyota Stadium, Frisco |       |  |
|  |                        |            |       |  | Tigres UANL (p.)       | 1 (3) |  |
|  |                        | Villarreal | 1 (0) |  |                        |       |  |
|  |                        |            |       |  |                        |       |  |
|  |                        |            |       |  |                        |       |  |
|  |                        |            |       |  |                        |       |  |
|  | Toyota Stadium, Frisco |            |       |  |                        |       |  |
|  | Villarreal             | 3          |       |  |                        |       |  |
|  | New York City          | 2          |       |  |                        |       |  |

- As equipes classificadas estão em negrito.

### Gerais
- «Classificação da Primeira Fase da Dallas Cup de 2019» (em inglês). Dallas Cup. Consultado em 10 de maio de 2024. Cópia arquivada em 10 de maio de 2024
- «Resultados da Dallas Cup de 2019» (em inglês). Dallas Cup. Consultado em 10 de maio de 2024. Cópia arquivada em 7 de abril de 2024
- «Tabela da Dallas Cup de 2019» (em inglês). Dallas Cup. Consultado em 10 de maio de 2024. Cópia arquivada em 7 de abril de 2024

### Específicas
1. ↑  Al Día Dallas (9 de abril de 2019). «Dallas Cup 2019: Quiénes compiten este año en el Super Group de la Copa Dallas» (em espanhol). Silvana Pagliuca. Consultado em 10 de maio de 2024. Cópia arquivada em 10 de maio de 2024
2. ↑  Kevin Lindstrom (13 de abril de 2019). «Dallas Cup 40 begins Sunday, highlighted by elite Super Group». The Dallas Morning News (em inglês). Consultado em 10 de maio de 2024. Cópia arquivada em 8 de novembro de 2020
3. ↑  «El Villarreal CF buscará la final de la Dallas Cup frente al New York City» (em espanhol). Castellón Base. 18 de abril de 2019. Consultado em 10 de maio de 2024. Cópia arquivada em 10 de maio de 2024
4. ↑  Cristina Ripoll (18 de abril de 2019). «El Villarreal avanza a las semifinales de la Dallas Cup» (em espanhol). Futbol Juvenil. Consultado em 10 de maio de 2024. Cópia arquivada em 5 de setembro de 2022
5. ↑  Chris Rael (19 de abril de 2019). «FINAL DALLAS CUP MATCHUPS SCHEDULED» (em inglês). Soccer Today. Consultado em 10 de maio de 2024. Cópia arquivada em 30 de maio de 2023
6. 1 2  Diane Scavuzzo (20 de abril de 2019). «Dallas Cup Super Group Final» (em inglês). Soccer Today. Consultado em 10 de maio de 2024. Cópia arquivada em 29 de junho de 2022
7. ↑  «Dr Pepper Dallas Cup crowns first four champions of 2019» (em inglês). Soccer Wire. 21 de abril de 2019. Consultado em 10 de maio de 2024. Cópia arquivada em 29 de novembro de 2022
8. ↑  «Dallas Cup 2019: Conoce a los campeones de cada categoría». Al Día Dallas (em espanhol). 21 de abril de 2019. Consultado em 10 de maio de 2024. Cópia arquivada em 10 de maio de 2024
9. ↑  Kevin Lindstrom (21 de abril de 2019). «Tigres wins the Dallas Cup Gordon Jago Super Group for the fourth time». The Dallas Morning News (em inglês). Consultado em 10 de maio de 2024. Cópia arquivada em 12 de novembro de 2020
10. ↑  «Dr Pepper Dallas Cup crowns 40th anniversary champions» (em inglês). Soccer Wire. 22 de abril de 2019. Consultado em 10 de maio de 2024. Cópia arquivada em 1 de dezembro de 2022